# Tvistein
Der Tvistein (auch Tvisteinen; norwegisch für Doppelstein bzw. Zwei Steine, englisch Tvistein Pillars) ist eine basaltische und bis zu 49 m hohe antarktische Felseninsel. Sie liegt etwa 1,5 km westlich des Kap Eva, des nördlichen Ausläufers der ungleich größeren Peter-I.-Insel. In einigen Quellen wird sie als zwei an ihrer Spitze abgeflachte Felssäulen beschrieben.
Der norwegische Kapitän Eyvind Tofte entdeckte sie im Jahr 1927 bei der vom norwegischen Walfangunternehmer Lars Christensen finanzierten Antarktisfahrt der Odd I (1926–1927). Benannt wurde sie erst zwei Jahre später im Zuge der ebenfalls von Christensen finanzierten zweiten Antarktisfahrt mit der Norvegia (1928–1929).